# District de Mamers
Le district de Mamers est une ancienne division territoriale française du département de la Sarthe de 1790 à 1795.
Il était composé des cantons de Mamers, Courgains, la Fresnaye, Marolles et Saint Côme.